# Operación Turf
La Operación Turf es un operativo de inteligencia policial y estrategia en contra del crimen organizado, el contrabando de narcóticos ilegales y el lavado de activos que ha sido llevado a cabo conjuntamente en territorio paraguayo y brasileño por la Secretaría Nacional Antidrogas del Paraguay (SENAD), la Policía Federal del Brasil, el Ministerio Público paraguayo y diversas entidades y organizaciones internacionales.

## Antecedentes y objetivos
La Operación Turf fue gestada inicialmente mediante la coordinación de operaciones internacionales entre fuerzas de seguridad, antidrogas y fronterizas tales como la SENAD paraguaya, la Policía Federal del Brasil, la Drug Enforcement Administration (DEA) de los Estados Unidos, las autoridades aduaneras de Francia, Marruecos, Bélgica, España, Bolivia y Perú, trabajando en contacto estrecho con la Dirección Nacional de Aduanas (DNA) de Paraguay. Este conjunto de operaciones separadas pero vinculadas sentó los antecedentes de lo que sería la Operación Turf, la cual se ejecutaría a partir de los primeros días del mes de febrero de 2022. 
La primera acción pública dentro del marco de la Operación Turf se trató de dos allanamientos en Ciudad del Este, Paraguay, realizados en simultáneo con otros 20 allanamientos que tuvieron lugar en distintas zonas fronterizas del Brasil. Los objetivos allí abordados fueron determinados tras casi dos años de investigación e intercambio de información entre las fuerzas del orden involucradas, determinando que las drogas provenían de Bolivia y Perú, pasaban por Paraguay y tenían como destinos Europa y los Emiratos Árabes Unidos.
Asimismo, la Operación Turf sirvió como articulación y complemento de la Opera
ción A Ultranza PY, la más grande de su clase en toda la historia de la nación guaraní, y retomó objetivos de la llamada Operación Conexión España.

## Detenciones e incautaciones
Los primeros allanamientos comenzaron a ejecutarse el 15 de febrero de 2022 en el marco de la Operación Turf arrojaron como resultado la detención de unas 30 personas previamente investigadas por implicancias en el narcotráfico y lavado de dinero. Estas primeras detenciones tuvieron lugar en Brasil, España y Paraguay y fueron fruto de las comunicaciones entre la SENAD y la DNA de Paraguay con la Policía Federal brasileña y la Europol. Asimismo se incluyó también información brindada por Estados Unidos y por la Guardia Civil española.
En los allanamientos fueron incautadas armas de alto calibre, munciones y blindajes corporales, vehículos, unos US$ 2 millones en efectivo y ocho toneladas de cocaína.  